# 嚴繼先
嚴繼先（14世紀—15世紀），浙江金華府武義縣人，明朝政治人物。

## 生平
嚴繼先是永樂十二年（1414年）舉人，十三年（1415年）聯捷進士，十五年（1417年）獲授廣西道監察御史，平恕處理案件，後改任雲南道，赴京時道經嚴州，發現烏石關有官員暴虐，他上奏此事，朝廷下令罷廢關卡。宣德六年（1431年）秩滿陞山西按察司副使，調陝西行太僕寺少卿，在任內去世，入祀鄉賢祠。

## 引用
1. 1 2  宣統《武義縣志·卷八·人物》：嚴繼先，《獻徵錄》云登永樂乙未進士，授廣西道御史，決獄平恕，秩滿陞山東按察司副使，轉陝西行太僕寺少卿，卒於官。舊志又云再任雲南道，赴京道經嚴州有烏石關為暴，即具奏聞罷廢之，備錄俟考，入祀鄉賢。
2. ↑  宣統《武義縣志·卷七·選舉》：進士……永樂十三年乙未陳循榜 嚴繼先 見政蹟……舉人……永樂十二年甲午科……嚴繼先 乙未進士
3. ↑  《明太宗文皇帝實錄·卷一百九十三》：（永樂十五年十月）戊申陞……楊鑑、楊潤、嚴繼先為監察御史。
4. ↑  《明宣宗章皇帝實錄·卷七十八》：（宣德六年四月戊午）陞……監察御史嚴繼先為山西按察副使……